# Guitar Queer-o
«Guitar Queer-O» (en España «Guitar Marica» y en Hispanoamérica «Guitar Rar-o») es el decimotercer episodio de la undécima temporada de la serie animada South Park, y el episodio número 166 en general, escrito y dirigido por el cocreador de la serie Trey Parker. El episodio se estrenó originalmente en Comedy Central el 7 de noviembre de 2007 en Estados Unidos. El episodio hace parodia a los videojuegos de Guitar Hero, principalmente del juego Guitar Hero III: Legends of Rock que salió 10 días antes de que se estrenara este episodio.

## Cronología
Stan y Kyle se obsesionan con el videojuego "Guitar Hero" cuya misión es alcanzar el récord de los 100.000 puntos usando la canción "Carry On Wayward Son" de la banda musical "Kansas", Randy desconocía de éste videojuego popular que se ha vuelto monótono y mostró a los niños cantar y tocar con una guitarra de verdad siendo rechazado por la pandilla que prefirieron observar tocar a Stan y Kyle. En la madrugada, Randy sale de su dormitorio y se dirige al videojuego de Stan a tocar la misma canción, pero lo hace de una manera tan des-coordenada y horrible que el mismo juego dio por terminada la prueba calificando a Randy como el peor guitarrista, de nuevo se muestra a Stan y Kyle jugando Guitar Hero, y esta vez lograron superar los 100.000 puntos y el juego los calificó como las estrellas del rock, de pronto llega Charles Kincaid, un agente de talento que al enterarse de que Stan y Kyle llegaron a los 100.000 puntos en Guitar Hero, propone ser el representante para un estudio de grabación, los chicos aceptaron y con el Sr. Charles se dirigen al estudio para hablar con el gerente sobre la noticia, el gerente ofreció un año de contrato y los invitó a una fiesta de famosos en su gran mansión, luego el Sr. Charles observó a Stan y Kyle ensayando para el reto "llegar al millón de puntos", y destacó que Stan tiene todo el potencial para llegar a lograr el reto, sin embargo, piensa que Kyle solo le imita tocar, y sugiere que Stan se integre con otros guitarristas del juego, Stan se lamenta haber aceptado el trato ya que puso la mitad de su dinero junto a Kyle para comprar el videojuego y no quería perder la amistad. El Sr. Charles y Stan fueron a un restaurante de la ciudad para que conociera a Thad Hardis, un chico guitarrista experto en jugar Guitar Hero que incluso demostró tocar de manera acústica con la guitarra del juego.
En la casa de Stan con su compañero Thad, realizan ensayos en el videojuego, Kyle interrumpe el juego para exigir una explicación del porque juegan juntos, Stan menciona a Kyle que él no era bueno y en equipo no lograrían hacer el millón de puntos, ahora Stan va en la misma tienda que adquirió el juego para pedir un folleto que le ayudaría a cumplir el reto, y además el señor de la tienda le recomienda jugar "Heroine Hero" (en español: Héroe Heroína) para aliviar el estrés, el videojuego se trata de que el jugador debe inyectarse heroína para tratar de alcanzar a un dragón pero en realidad nunca se llega a alcanzar, Stan compra el juego y lo prueba, opina que es muy bueno. Mientras tanto en un salón de videojuegos, Stan y Thad realizan el último ensayo previo a la presentación, Stan empieza a perder pista debido a que no ha practicado lo suficiente y se ha negado tocar la canción que llegaron al acuerdo, entonces decide escoger otro tema siendo negado por Thad advirtiendo que tocará la canción que él quiera, es ahí donde empieza a discutir y terminó en que Thad había renunciado a ser su compañero del juego y se vio obligado a tocar como solista después que el Sr. Charles se percató de que Stan juega a "Héroe Heroína".
Kyle consigue trabajo en un centro de bolos para jugar "Guitar Hero" en una máquina tragamonedas ubicado en el mismo sitio, luego el Sr. Charles visitó la casa de Stan y observa a Stan dormido y con náuseas, se empieza a preocupar ya que el evento es en cuestión de minutos, ahora en el salón de videojuegos, Stan intentará llegar al millón de puntos en Guitar Hero aún en estado de náuseas, pues le sale todo fatal y rápidamente los espectadores se retiraron del lugar, curiosamente el público dentro del videojuego empezaron a abuchear, en resumen, el evento terminó siendo un rotundo fracaso. Stan quiere dejar de lado el mundo de Guitar Hero, por lo visita de nuevo a la tienda a buscar otro juego, al final elige uno de carreras y al jugarlo empezó a pensar que debería pedir perdón a Kyle y volver a jugar juntos, entonces se dirigió al centro de bolos donde está Kyle a ofrecer disculpas, Kyle se encontraba molesto con él pero llegaron a un acuerdo, los problemas dejaron de lado y se reactivó la amistad, ahora en casa de Stan, ellos van con la hazaña de hacer el millón de puntos, objetivo que llegaron a hacerlo pero la calificación no es nada agradable mencionando: "Felicitaciones, son unos maricas", ambos se molestaron y salieron de la casa, ahora Eric y Butters comienzan a jugar y Butters le dice que será él que lo traicione después de la fiesta de sexo y drogas.

## Recepción
El episodio receptó más de 4 millones de televidentes, e indican que es el episodio más visto en la cadena original Comedy Central, así como el programa más visto de todos los miércoles por las noches entre los hombres de edades 18-34 y el programa de cable más visto entre las personas de edades 18-49. Además tuvo calificaciones altas superando a los episodios "Cartman's Mom Is Still a Dirty Slut" y el mismo "Imaginationland Episodio III", este último se estrenó antes de "Guitar Queer-O".
- Datos: Q838417